# Schlacht an der Hallue
Weißenburg – Spichern – Wörth – Colombey – Straßburg – Toul – Mars-la-Tour – Gravelotte – Metz – Beaumont – Noisseville – Sedan – Sceaux – Chevilly – Bellevue – Artenay – Châtillon – Châteaudun – Le Bourget – Coulmiers – Amiens – Beaune-la-Rolande – Villepion – Loigny und Poupry – Orléans – Villiers – Beaugency – Nuits – Hallue – Bapaume – Villersexel – Le Mans – Lisaine – Saint-Quentin – Buzenval – Paris – Belfort
Die Schlacht am Fluss Hallue (französisch Bataille de l'Hallue bzw. auch Bataille de Pont-Noyelles genannt), einem Nebenfluss der Somme, fand am 23. und 24. Dezember 1870 im Deutsch-Französischen Krieg zwischen der deutschen Nordarmee unter General von Manteuffel und der französischen Nordarmee unter General Faidherbe statt.

## Aufmarsch
Die französische Nordarmee zog beträchtliche Verstärkungen an sich, welche in Lille gesammelt wurden. Die Truppen General Faidherbes kamen von Norden her an der Hallue an und planten, gegen Paris vorzustoßen. Die Franzosen zählten zusammen etwa 43.000 Mann mit 80 Geschützen. Schon am 20. Dezember kam es zu einem Vorgefecht mit den Deutschen. Die Franzosen standen auf dem rechten Ufer der Somme, gegen Süden waren sie durch diesen Fluss und durch ausgedehnte Sümpfe gedeckt, Corbie und einige Dörfer im Tal der Hallue waren besetzt.
Die Franzosen erwarteten am 23. Dezember den Angriff der Preußen in einer befestigten Stellung und unterließen daher einen eigenen Angriffsversuch. Das französische XXII. Corps unter General Lecointe nahm entlang der Hallue mit 2 Divisionen und 6 Batterien den Abschnitt von Daours bis Beaucourt ein, das XXIII. Corps unter General Paulze d’Ivoy hielt bis zur Somme bei Corbie und die dortige Umgebung mit der 1. Division und 5 Batterien besetzt, in zweiter Linie war die 2. Division in den Dörfern südwestlich Albert versammelt.
Die preußischen Verbände bestanden aus ca. 20–22.000 Mann, und zwar dem VIII. Armee-Korps (15. und 16. Division) unter General von Goeben, einer Brigade des I. Korps, der 3. Kavalleriedivision und einzelnen anderen Abteilungen.

## Schlachtverlauf

### Kämpfe am 23. Dezember
General von Manteuffel konzentrierte seine Streitkräfte um Amiens und befahl bei klarem frostigem Wetter das Vorrücken in Richtung Nordost zum Hallue-Abschnitt.
Die 15. Division unter Generalleutnant von Kummer marschierte dem Gegner in Richtung auf Allonville entgegen. Sie sollte die Franzosen an der Hallue bei Pont-Noyelles erst angreifen, wenn nördlicher die Umfassung der über Villers-Bocage vorrückenden 16. Division unter General von Barnekow über Montigny erreicht worden wäre.
Die 15. Division eröffnete den Angriff zwischen St. Gratien bis zum nördlichen Ufer der Somme, die gegenüberstehenden französischen Vorposten wurden gegen die Hallue zurückgeworfen, leisteten dann jedoch in ihrer befestigten Stellung erfolgreichen Widerstand. Der 15. Division gelang es, mehrere kleine im Flusstal liegende Dörfer zu erobern, darunter Querrieu, Bussy und Daours. Das Füsilier-Regiment Nr. 65 konnte noch Pont-Noyelles stürmen. Hierbei erlitten die französischen Verbände erhebliche Verluste. Ein Vorstoß der 30. Brigade (Infanterie-Regimenter 28 und 67) unter General von Strubberg kam noch in den Besitz des Dorfes Fréchencourt. Die Eroberung der hinter dem Fluss erhöht gelegenen Stellungen gelang General von Kummer jedoch nicht mehr.
Nördlicher am linken Flügel nahm die 16. Division ebenfalls den Abschnitt vor dem Fluss Hallue ein, die deutschen Kräfte reichten jedoch für die geplante Umfassung nicht aus. General von Barnekow schwenkte dann rechts nach St. Gratien ein und griff gegen das Dorf Beaucourt an. Das Infanterie-Regiment Nr. 29 der 31. Brigade (von Gneisenau) stürmte nach dem Hallue-Übergang das Dorf Béhencourt, das Infanterie-Regiment Nr. 70 nahm Bavelincourt. Eine neu eintreffende französische Front, welche auch nach Norden verlängert wurde, verhinderte die geplante Umfassung und machte weitere Erfolge zunichte. Ein französischer Gegenangriff am späten Abend des 23. Dezember bei Dunkelheit vor dem Hintergrund der brennenden Dörfer angesetzt, konnte von den deutschen Truppen abgewehrt werden.

### 24. Dezember
Am Morgen des 24. Dezember richteten sich die Deutschen an der am Vortag gewonnenen Linie zur Verteidigung ein. Nachdem die französischen Angriffe gegen Contay und Beaucourt sowie ein Umfassungsversuch gegen die linke Flanke bei Vadencourt gescheitert waren, gingen die Gegner auf ihre Ausgangslinien zurück; der Nachmittag verlief eingedenk des Festtages kampflos.

## Folgen
Am Morgen des Christtages waren die Franzosen freiwillig aus ihren Stellungen abgezogen und
gingen hinter die Scarpe, zwischen Arras und Douai zurück. Die deutsche Verfolgung erfolgte ohne die 16. Division bis nach Bapaume, wo es dann am 3. Januar zur Schlacht bei Bapaume kam. Die 16. Division blieb als Belagerungseinheit bei Péronne.
Die französischen Verluste an der Hallue betrugen über 1.000 Gefallene, etwa 1.100 Soldaten wurden gefangen genommen und weitere 1.000 galten als versprengt. Die Preußen verloren 955 Soldaten als Tote, Verwundete und Vermisste.